# Torneo Competencia 1955
El Torneo Competencia 1955 fue la decimosexta edición del Torneo Competencia. Compitieron los doce equipos de Primera División. El campeón fue Rampla Juniors por segunda vez. La forma de disputa fue de un torneo a una rueda todos contra todos.

## Posiciones
| Puesto | Equipo         | Pts. | PJ | PG | PE | PP | GF | GC | Dif. |
| ------ | -------------- | ---- | -- | -- | -- | -- | -- | -- | ---- |
| 1º     | Rampla Juniors | 16   | 9  | 8  | 0  | 1  | 21 | 8  | 13   |
| 2º     | Nacional       | 15   | 9  | 7  | 1  | 1  | 25 | 15 | 10   |
| 3º     | Peñarol        | 13   | 9  | 5  | 3  | 1  | 18 | 8  | 10   |
| 4º     | Danubio        | 11   | 9  | 4  | 3  | 2  | 15 | 12 | 3    |
| 5º     | Defensor       | 8    | 9  | 3  | 2  | 4  | 21 | 21 | 0    |
| 6º     | Cerro          | 6    | 9  | 2  | 2  | 5  | 9  | 14 | -5   |
| 7º     | River Plate    | 6    | 9  | 1  | 4  | 4  | 8  | 13 | -5   |
| 8º     | Liverpool      | 6    | 9  | 3  | 0  | 6  | 10 | 16 | -6   |
| 9º     | Wanderers      | 5    | 9  | 2  | 1  | 6  | 13 | 18 | -5   |
| 10º    | Sud América    | 4    | 9  | 1  | 2  | 6  | 10 | 25 | -15  |

## Resultados
| Peñarol        | 2-2 | Danubio        |
| Rampla Juniors | 3-2 | Defensor       |
| Nacional       | 2-1 | Cerro          |
| River Plate    | 2-1 | Liverpool      |
| Wanderers      | 4-1 | Sud América    |
| Nacional       | 2-1 | Rampla Juniors |
| Liverpool      | 3-2 | Wanderers      |
| Peñarol        | 2-1 | Defensor       |
| Sud América    | 2-0 | Danubio        |
| River Plate    | 0-0 | Cerro          |
| Peñarol        | 1-1 | Wanderers      |
| Danubio        | 1-0 | Cerro          |
| Nacional       | 4-0 | Sud América    |
| Defensor       | 1-1 | River Plate    |
| Rampla Juniors | 3-0 | Liverpool      |
| Cerro          | 2-2 | Sud América    |
| Rampla Juniors | 2-1 | Danubio        |
| Defensor       | 2-1 | Wanderers      |
| Peñarol        | 1-1 | River Plate    |
| Danubio        | 3-1 | Liverpool      |
| Cerro          | 2-1 | Defensor       |
| Peñarol        | 3-1 | Sud América    |
| Rampla Juniors | 2-0 | River Plate    |
| Nacional       | 3-2 | River Plate    |
| Peñarol        | 1-0 | Liverpool      |
| Danubio        | 1-0 | Wanderers      |
| Defensor       | 5-2 | Sud América    |
| Rampla Juniors | 2-1 | Cerro          |
| Nacional       | 4-1 | Wanderers      |
| Peñarol        | 4-0 | Cerro          |
| Nacional       | 1-1 | Danubio        |
| Defensor       | 2-1 | Liverpool      |
| Rampla Juniors | 4-0 | Sud América    |
| Wanderers      | 1-0 | River Plate    |
| Nacional       | 6-4 | Defensor       |
| Danubio        | 3-1 | River Plate    |
| Rampla Juniors | 1-0 | Peñarol        |
| Liverpool      | 2-1 | Sud América    |
| Cerro          | 3-1 | Wanderers      |
| Defensor       | 3-3 | Danubio        |
| Nacional       | 2-1 | Liverpool      |
| River Plate    | 1-1 | Sud América    |
| Liverpool      | 1-0 | Cerro          |
| Rampla Juniors | 3-2 | Wanderers      |
| Peñarol        | 4-1 | Nacional       |